# Reynier Mena
Reynier Mena Berenguer (* 21. November 1996 in Havanna) ist ein kubanischer Leichtathlet, der in den Sprintdisziplinen an den Start geht. Er ist seit Juli 2022 mit einer Zeit von 19,63 s kubanischer Rekordhalter im 200-Meter-Lauf.

## Sportliche Laufbahn
Reynier Mena tritt seit 2011 in Wettkämpfen im Sprint an. Damals stellte er im Mai mit 10,83 s über 100 Meter seine Bestzeit auf. Bis 2013 verbesserte er sich über 100 Meter bis auf 10,46 s, bevor er im Juli bei den U18-Weltmeisterschaften in Donezk an den Start ging. In allen drei Läufen steigerte er sich kontinuierlich, bis er im Finale Bestzeit von 10,37 s lief, mit der er die Bronzemedaille gewinnen konnte. Über 200 Meter ging er mit einer Bestzeit von 20,75 s an den Start, die er im Finale beinahe erreichte. Er gewann schließlich mit 20,79 s seine zweite Bronzemedaille. Einen Monat später startete Mena erneut über beide Sprintstrecken bei den U20-Panamerikameisterschaften in Medellín. Nachdem er über 100 Meter den siebten Platz belegt hatte, stellte er im Vorlauf der 200 Meter mit 20,69 s einen neuen kubanischen Juniorenrekord auf. Diesen verbesserte er im Finale noch einmal auf 20,63 s, womit er die Goldmedaille gewann. 2014 verbesserte sich Mena über 100 Meter auf eine Zeit von 10,26 s. Im Juli trat er über 200 Meter und mit der 4-mal-400-Meter-Staffel bei den U20-Weltmeisterschaften in den USA an. Im Halbfinale der 200 Meter lief er 20,81 s und verpasste damit als Elfter den Einzug in das Finale. Auch mit der Staffel gelang der Einzug in das Finale nicht. Sie belegte insgesamt ebenfalls den elften Platz. Einige Monate später nahm Mena bei den Zentralamerika- und Karibikspielen in Mexiko an seinen ersten internationalen Titelkämpfen bei den Erwachsenen teil. Im Finale der 200 Meter lief er mit 20,54 s eine neue Bestzeit, mit der er die Silbermedaille gewann. Einen Tag später gewann er mit der kubanischen 4-mal-100-Meter-Staffel die Goldmedaille.
2015 trat Mena im Juli bei den Panamerikanischen Spielen in Toronto an. Sowohl über 100 als auch über 200 Meter schied er im Halbfinale aus. Dennoch verbesserte er sich über 200 Meter auf 20,32 s und erfüllte damit auch die Norm, um an den Weltmeisterschaften in Peking an den Start gehen zu können. Vor den Weltmeisterschaften trat er, ebenfalls im Juli in Kanada, erneut bei den U20-Panamerikameisterschaften an. Über 100 Meter konnte er mit neuer Bestzeit von 10,17 s die Goldmedaille gewinnen, über 200 Meter gewann er zudem Silber. Bei seiner Weltmeisterschaftspremiere im August gelang Mena auf Anhieb der Einzug in das Halbfinale. Darin kam er nicht noch einmal in die Nähe seiner Zeit aus dem Vorlauf und schied damit als Siebter seines Laufes aus. Im Juli 2016 gewann er die Goldmedaille bei den U23-Nordamerikameisterschaften in San Salvador. Einen Monat später nahm er im 200-Meter-Lauf an den Olympischen Sommerspielen in Rio de Janeiro teil. Im Vorlauf lief er mit 20,42 s seine zweitbeste Zeit im Jahr 2016 und scheiterte als Vierter knapp am Sprung in das Halbfinale. Zwei Tage später bestritt er den Vorlauf mit der 4-mal-100-Meter-Staffel, in der man auf Platz sieben im Ziel liegend ausschied.
2017 trat Mena mit der Sprintstaffel bei den IAAF World Relays auf den Bahamas an. Nach dem Vorlauf lag das Quartett auf dem 13. Platz. Im B-Finale konnte der fünfte Platz erlaufen werden. 2018 startete Mena dreifach bei den Zentralamerika- und Karibikspielen in Kolumbien. Zunächst erreichte er über 100 Meter das Finale, in dem er den siebten Platz erreichte. Anschließend zog er zunächst in das Halbfinale über 200 Meter ein. Darin stellte er mit 20,26 s persönliche Bestzeit auf, die er bislang nicht unterbieten konnte. Im Finale kam er auf 20,60 s und wurde damit Sechster. Mit der Staffel belegte er einen Tag später den fünften Platz. Einen Monat später schied er im Halbfinale bei den Nordamerikameisterschaften über 100 Meter aus. Im Februar 2019 verbesserte sich Mena über 100 Meter auf 10,04 s und trat später im August auch über diese Distanz bei den Panamerikanischen Spielen in Lima an. Dort kam er nicht über den Vorlauf hinaus, erreichte allerdings über 200 Meter und mit der Staffel jeweils das Finale. Über 200 Meter wurde er Fünfter, mit der Staffel belegte er den siebten Platz. Ende September schied er bei seinen zweiten Weltmeisterschaften in Doha im Halbfinale der 200 Meter aus.
Anfang Juli 2022 lief Mena im schweizerischen La Chaux-de-Fonds innerhalb eines Tages neue Bestleistungen über 100 und 200 Meter. Zunächst blieb er in 9,99 s erstmals unter der 10-Sekunden-Marke im 100-Meter-Lauf. Anschließend lief er in 19,63 s als erster Kubaner die 200 Meter unter 20 Sekunden.

## Wichtige Wettbewerbe
| Jahr             | Veranstaltung                     | Ort              | Platz            | Disziplin        | Zeit             |
| Startet für Kuba | Startet für Kuba                  | Startet für Kuba | Startet für Kuba | Startet für Kuba | Startet für Kuba |
| ---------------- | --------------------------------- | ---------------- | ---------------- | ---------------- | ---------------- |
| 2013             | U18-Weltmeisterschaften           | Donezk           | 3.               | 100 m            | 10,37 s          |
| 2013             | U18-Weltmeisterschaften           | Donezk           | 3.               | 200 m            | 20,79 s          |
| 2013             | U20-Panamerikameisterschaften     | Medellín         | 7.               | 100              | 10,58 s          |
| 2013             | U20-Panamerikameisterschaften     | Medellín         | 1.               | 200 m            | 20,63 s          |
| 2014             | U20-Weltmeisterschaften           | Eugene           | 11.              | 200 m            | 20,81 s          |
| 2014             | U20-Weltmeisterschaften           | Eugene           | 11.              | 4 × 400 m        | 3:10,60 min      |
| 2014             | Zentralamerika- und Karibikspiele | Veracruz         | 2.               | 200 m            | 20,54 s          |
| 2014             | Zentralamerika- und Karibikspiele | Veracruz         | 1.               | 4 × 100 m        | 38,94 s          |
| 2015             | U20-Panamerikameisterschaften     | Edmonton         | 1.               | 100 m            | 10,17 s          |
| 2015             | U20-Panamerikameisterschaften     | Edmonton         | 2.               | 200 m            | 20,34 s          |
| 2015             | Weltmeisterschaften               | Peking           | 22.              | 200 m            | 20,56 s          |
| 2016             | U23-Nordamerikameisterschaften    | San Salvador     | 1.               | 200 m            | 20,41 s          |
| 2016             | Olympische Sommerspiele           | Rio de Janeiro   | 25.              | 200 m            | 20,42 s          |
| 2016             | Olympische Sommerspiele           | Rio de Janeiro   | 13.              | 4 × 100 m        | 38,47 s          |
| 2017             | IAAF World Relays                 | Nassau           | 13.              | 4 × 100 m        | 39,90 s          |
| 2018             | Zentralamerika- und Karibikspiele | Barranquilla     | 7.               | 100 m            | 10,36 s          |
| 2018             | Zentralamerika- und Karibikspiele | Barranquilla     | 6.               | 200 m            | 20,60 s          |
| 2018             | Zentralamerika- und Karibikspiele | Barranquilla     | 5.               | 4 × 100 m        | 39,03 s          |
| 2019             | Panamerikanische Spiele           | Lima             | 5.               | 200 m            | 20,62 s          |
| 2019             | Panamerikanische Spiele           | Lima             | 7.               | 4 × 100 m        | 39,19 s          |
| 2019             | Weltmeisterschaften               | Doha             | 20.              | 200 m            | 20,61 s          |

## Persönliche Bestleistungen
Freiluft
- 100 m: 9,99 s, 3. Juli 2022, La Chaux-de-Fonds
- 200 m: 19,63 s, 3. Juli 2022, La Chaux-de-Fonds, (kubanischer Rekord)

Halle
- 60 m: 6,61 s, 2. Februar 2023, Ostrava
- 200 m: 20,64 s, 2. Februar 2023, Ostrava